# Ali Hamud
Ali Hamud (ur. 1964 w Tartusie) – syryjski polityk, od 2016 minister transportu.

## Życiorys
W 1985 ukończył inżynierię cywilną na Uniwersytecie Damasceńskim. W latach 1995–2014 był szefem zarządu dróg w muhafazach Hims i Idlib oraz transportu drogowego w Hims i Tartus. 2014-2016 był dyrektorem generalnym Głównego Zarządu Transportu Drogowego. Od 2016 roku pełni urząd ministra transportu.